# Engmaulfrösche
Engmaulfrösche (Microhylidae), auch Engmundfrösche oder Spitzmaulfrösche genannt, sind eine Familie der Froschlurche (Anura). Es handelt sich um zumeist recht kleine, plump wirkende Frösche, die sich bevorzugt in Gewässernähe aufhalten und tagsüber im Erdboden versteckt sind. Es gibt aber auch baumbewohnende Arten. Die Familie ist vor allem in den tropischen und subtropischen Regionen der Erde verbreitet, zu ihr zählt das kleinste Landwirbeltier Paedophryne amauensis.

## Übersicht

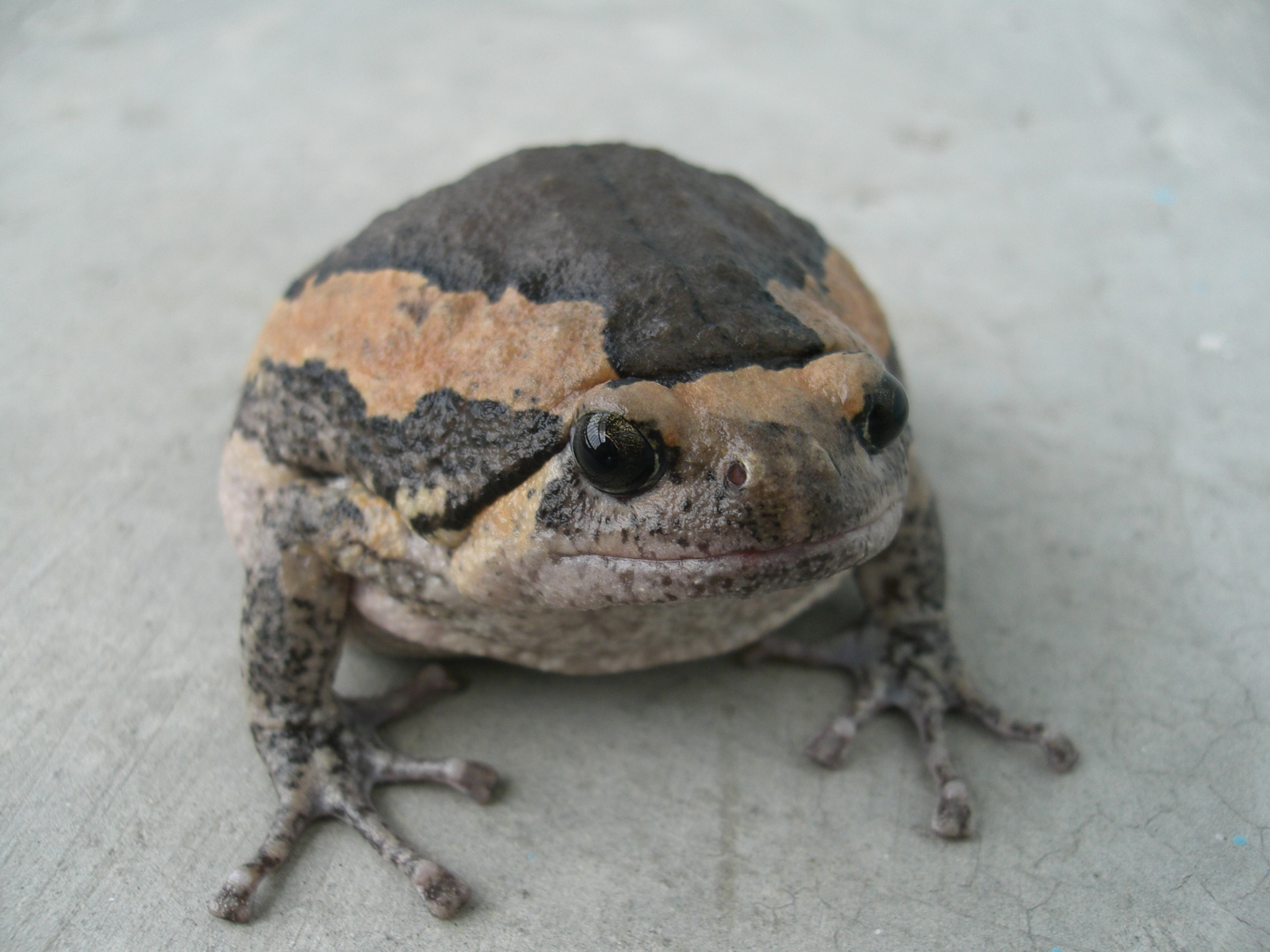
Indischer Ochsenfrosch
(Kaloula pulchra)
(Thailand; Unterfamilie Microhylinae)

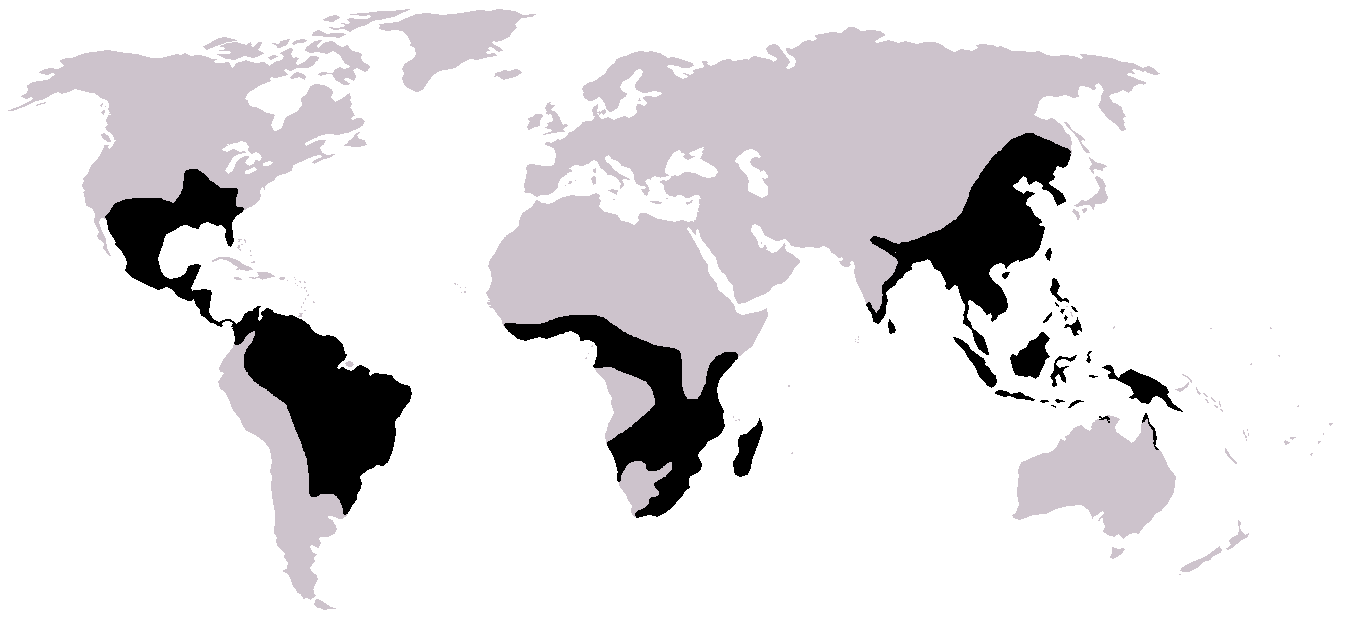
Weltweite Verbreitung der Familie Microhylidae

Zu dem Taxon werden gegenwärtig mehr als 650 Arten gerechnet, die in 13 Unterfamilien eingeordnet werden. Engmaulfrösche kommen in Nord-, Mittel- und Südamerika, Afrika südlich der Sahara, Madagaskar, Ost- und Südostasien, auf dem Malaiischen Archipel sowie im äußersten Norden und Nordosten Australiens vor. In den USA, in China und auf der Koreanischen Halbinsel werden über die Tropen und Subtropen hinaus teilweise auch gemäßigte Zonen erreicht. Man nimmt an, dass sich diese Tiergruppe, von der keine direkten fossilen Vorläufer bekannt sind, ursprünglich vom heutigen Südostasien her ausgebreitet hat. 19 Arten aus zwei Gattungen (Austrochaperina und Cophixalus) zählen zur Fauna Australiens und sind dort ausschließlich in den Regenwäldern zu finden.
Diese umfangreiche Familie hat nur wenige auffallende gemeinsame Merkmale (zu anatomischen Charakteristika siehe auch Neobatrachia). Viele haben aber einen besonders kleinen Kopf bzw. eine kurze Schnauze oder ein kleines Maul (Name!), gering hervorstehende Augen und kurze Hinterbeine. Während die eher wenigen neuweltlichen Gattungen noch relativ einheitlich erscheinen, macht sich die Formenfülle besonders bei asiatischen und afrikanischen Vertretern bemerkbar.
Eine unter Terrarienhaltern bekanntere Art ist der sogenannte Indische Ochsenfrosch (Kaloula pulchra), der mit dem nordamerikanischen Ochsenfrosch aber nicht näher verwandt ist. Außerdem ist weniger Indien, sondern vielmehr Südostasien und Indonesien sein Verbreitungszentrum. Ähnlich wie beispielsweise bei der europäischen Knoblauchkröte sind die Fersenhöcker als Grabschaufeln umgebildet und verhärtet.

## Systematik und Taxonomie

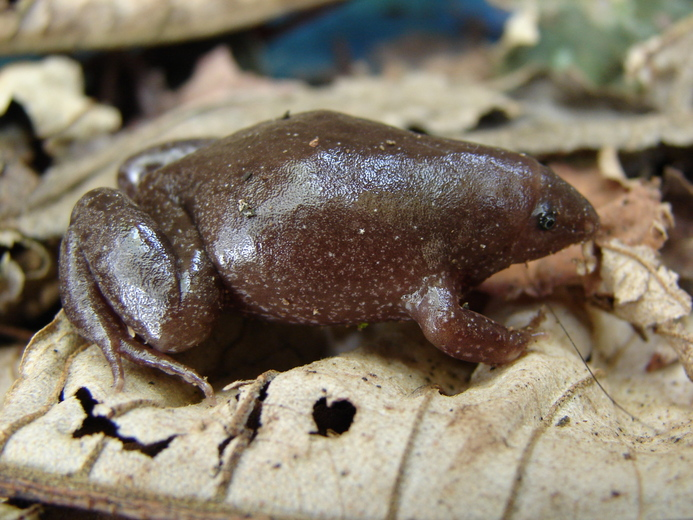
Myersiella microps
(Brasilien; Unterfamilie Gastrophryninae))

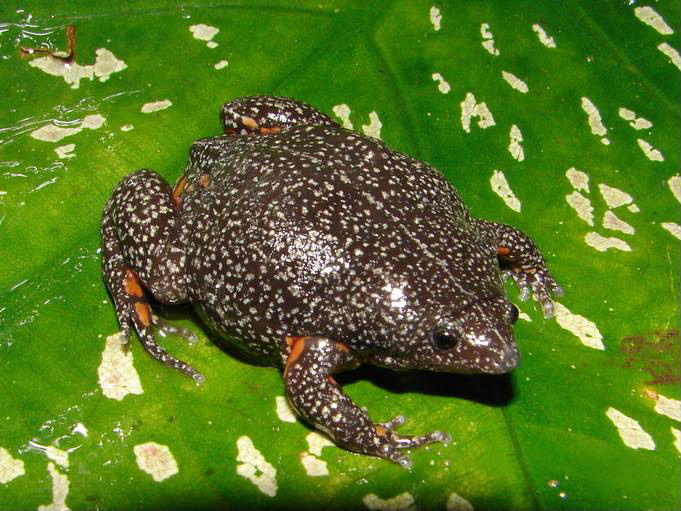
Elachistocleis pearsei
(nördl. Südamerika; Gastrophryninae

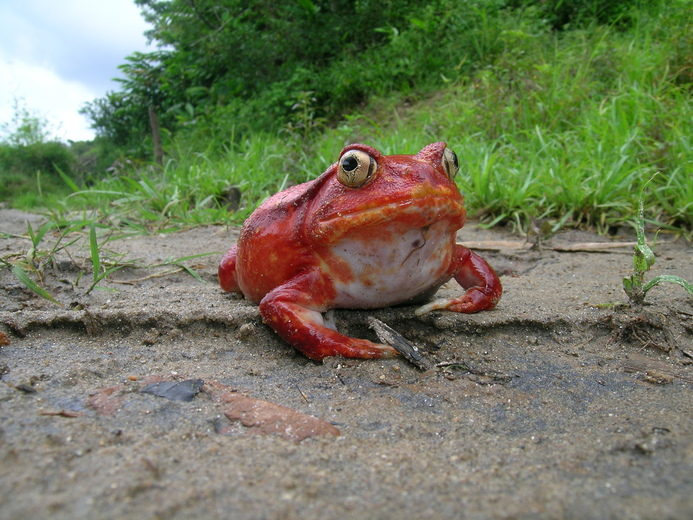
Roter Tomatenfrosch (Dyscophus antongilii; Madagaskar; Unterfamilie Dyscophinae)

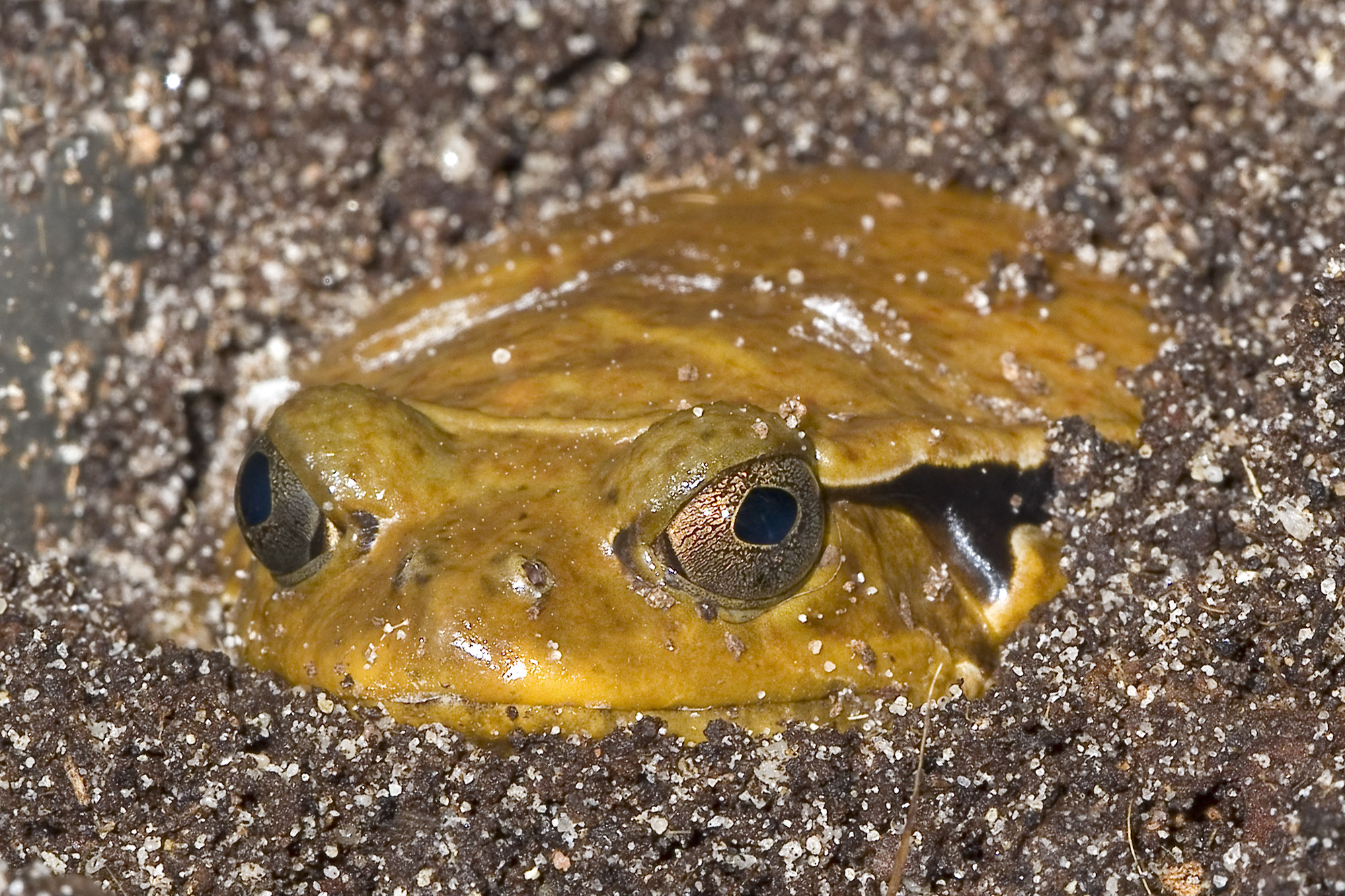
Gefleckter Tomatenfrosch (Dyscophus guineti
Madagaskar; Unterfamilie Dyscophinae)

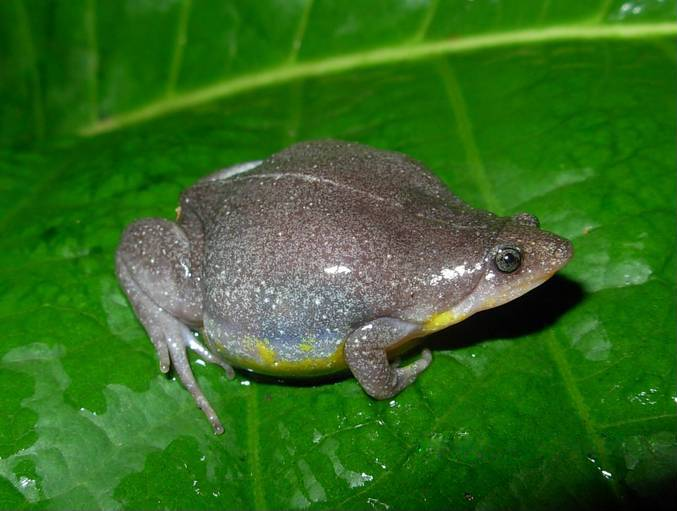
Elachistocleis ovalis
(Brasilien; Unterfamilie Gastrophryninae)

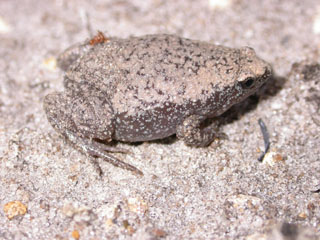
Gastrophryne carolinensis
(USA; Unterfamilie Gastrophryninae)

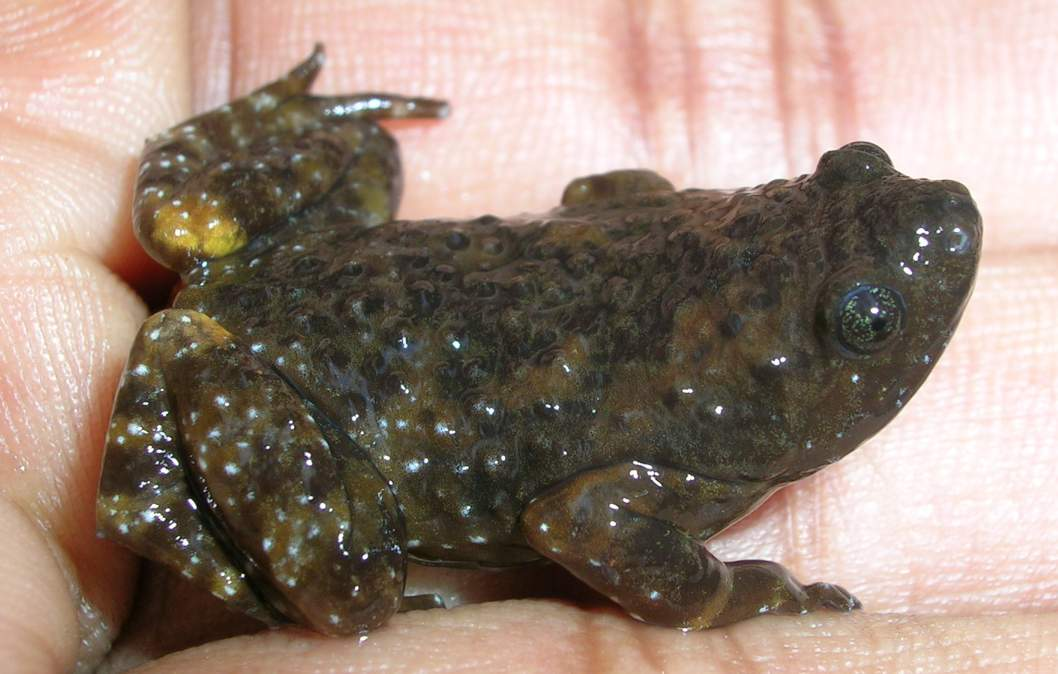
Uperodon montanus
(Indien; Unterfamilie Microhylinae)

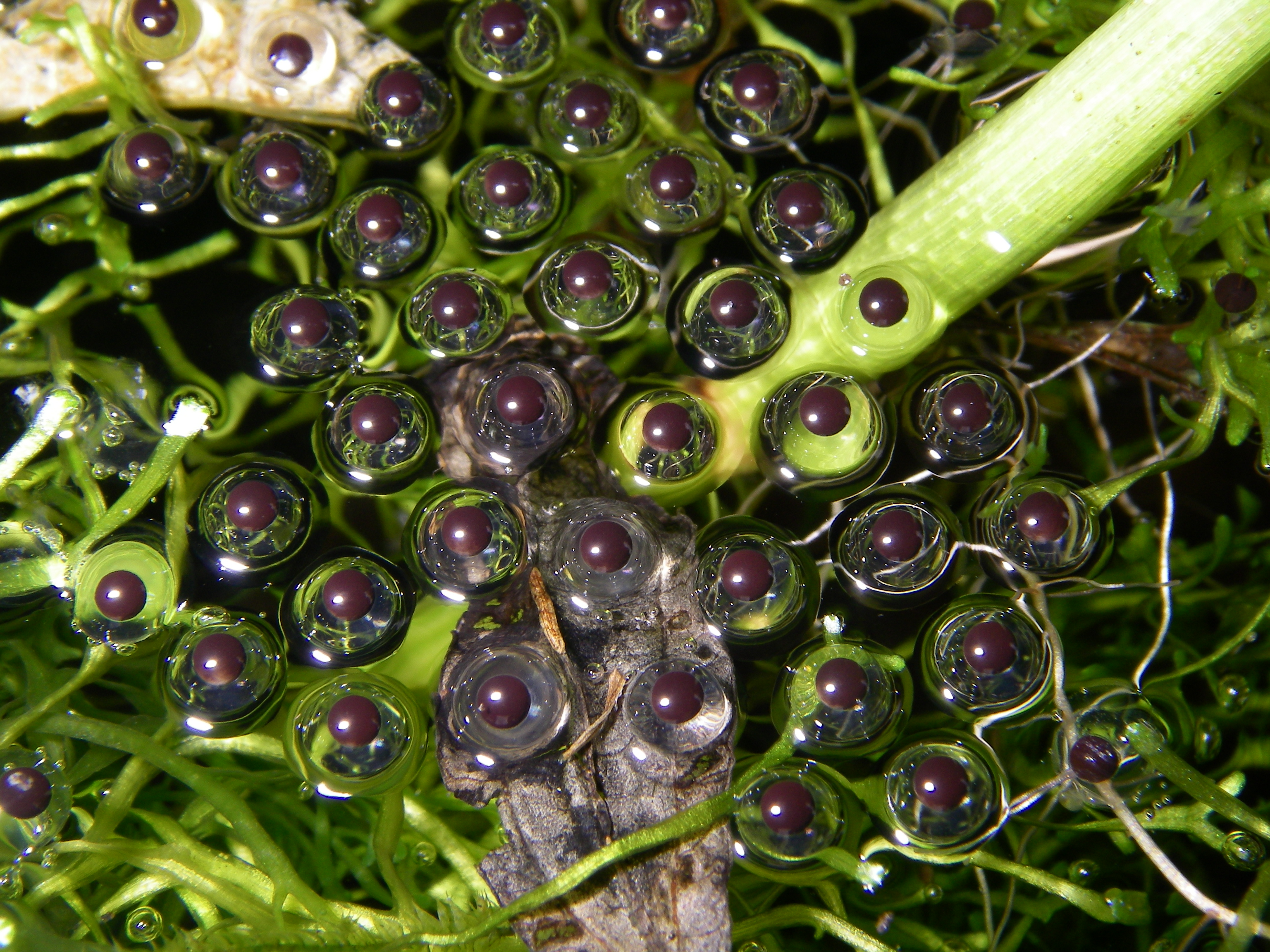
Laich von Paradoxophyla palmata
(Madagaskar; Unterfamilie Scaphiophryninae)

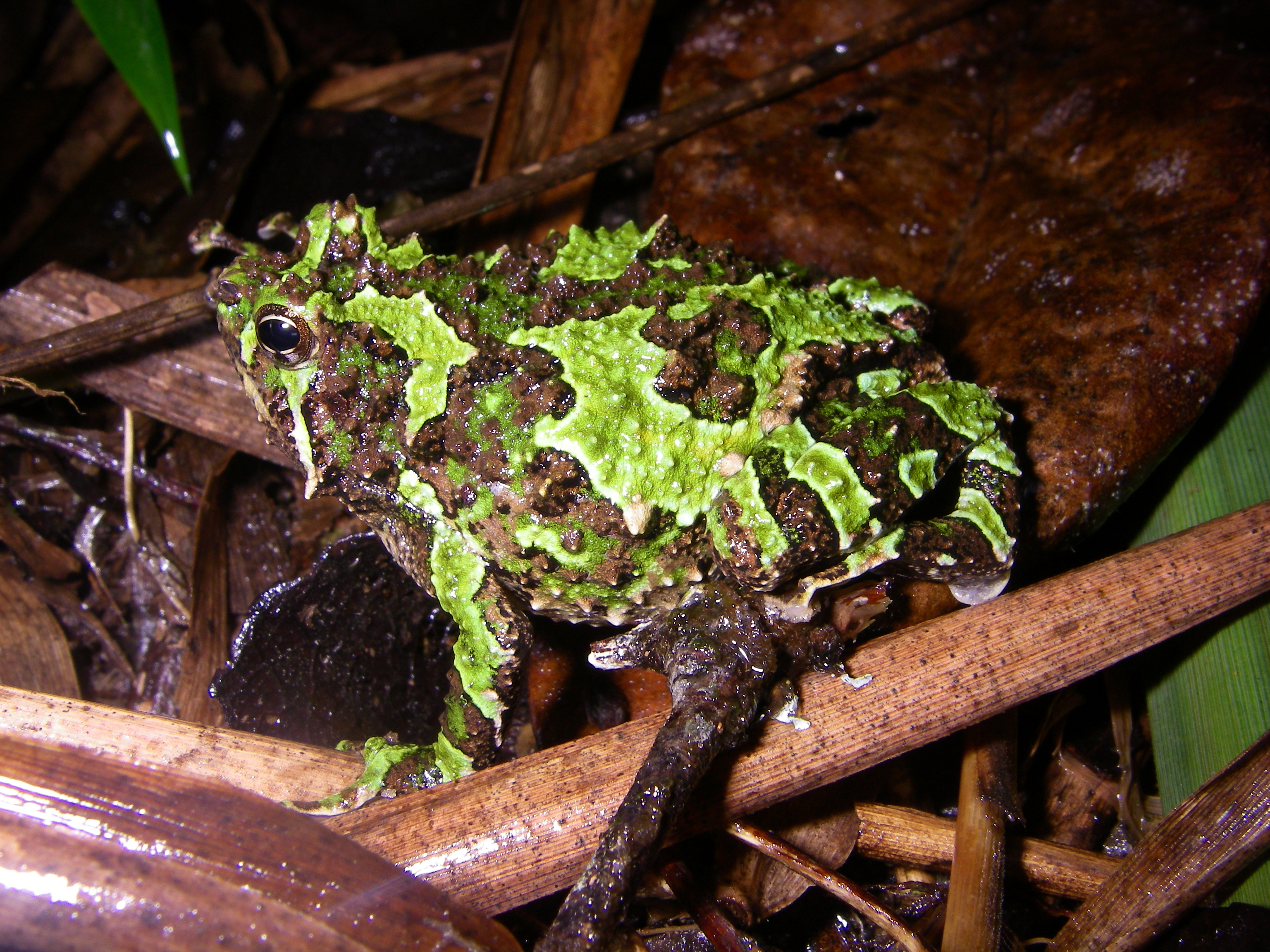
Scaphiophryne spinosa
(Madagaskar; Unterfamilie Scaphiophryninae)

Die Systematik der Engmaulfrösche ist sehr komplex und immer wieder größeren Veränderungen unterworfen. Von den 53 bzw. 54 Gattungen sind nicht wenige monotypisch, bestehen also nur aus einer Art. Auch einige der zurzeit 13 Unterfamilien setzen sich aus nur wenigen Arten zusammen. Adelastinae, Chaperininae und Melanobatrachinae bestehen sogar nur aus je einer Spezies (Adelastes hylonomos bzw. Chaperina fusca oder Melanobatrachus indicus). Die Papua-Engmaulfrösche (Asterophryinae) Neuguineas sind dagegen mit rund der Hälfte aller Arten (mehr als 300 Arten) die umfangreichste Unterfamilie. Von den Eigentlichen Engmaulfröschen (Microhylinae) wurden zuletzt mehrere Gattungen zu anderen Unterfamilien gestellt (insbesondere zu Gastrophryninae). Die südost- und südafrikanischen Kurzkopffrösche werden inzwischen als eigene Familie Brevicipitidae betrachtet.

### Unterfamilien und Gattungen
Die Engmaulfrösche umfassen 12 Unterfamilien mit insgesamt 736 Arten. Für die schwer zuzuordnende Art Adelastes hylonomos wurde eine eigene Unterfamilie errichtet. Die Art Chaperina fusca, die früher ebenfalls in einer eigenen Unterfamilie stand, wurde der Unterfamilie Microhylinae zugeordnet.
Bearbeitungsstand: 24. April 2022

#### Unterfamilie Adelastinae
Adelastinae Peloso, Frost, Richards, Rodrigues, Donnellan, Matsui, Raxworthy, Biju, Lemmon, Lemmon & Wheeler, 2016
- Gattung Adelastes Zweifel, 1986
  - einzige Art: Adelastes hylonomos Zweifel, 1986

#### Unterfamilie Asterophryinae
Asterophryinae Günther, 1858 – Papua-Engmaulfrösche (18 Gattungen):
- Gattung Aphantophryne Fry, 1917
- Gattung Asterophrys Tschudi, 1838
- Gattung Austrochaperina Fry, 1912
- Gattung Barygenys Parker, 1936
- Gattung Callulops Boulenger, 1888
- Gattung Choerophryne Kampen, 1914
- Gattung Cophixalus Boettger, 1892
- Gattung Copiula Méhely, 1901
- Gattung Gastrophrynoides Noble, 1926
- Gattung Hylophorbus Macleay, 1878
- Gattung Mantophryne Boulenger, 1897
- Gattung Oninia Günther, Stelbrink & von Rintelen, 2010
  - einzige Art: Oninia senglaubi
- Gattung Oreophryne Boettger, 1895
- Gattung Paedophryne Kraus, 2010
- Gattung Siamophryne Suwannapoom, Sumontha, Tunprasert, Ruangsuwan, Pawangkhanant, Korost & Poyarkov, 2018
  - einzige Art: Siamophryne troglodytes
- Gattung Sphenophryne Peters & Doria, 1878
- Gattung Vietnamophryne Poyarkov, Suwannapoom, Pawangkhanant, Aksornneam, Duong, Korost & Che, 2018
- Gattung Xenorhina Peters, 1863

Die Gattung Albericus Burton & Zweifel, 1995 wurde 2015 mit der Gattung Choerophryne zusammengelegt. Molekulargenetische Untersuchungen hatten ergeben, dass Albericus paraphyletisch war.
Die Gattungen Genyophryne Boulenger, 1890, Liophryne Boulenger, 1897 und Oxydactyla Van Kampen, 1913, wurden mit Sphenophryne
zusammengelegt.
Die Gattung Metamagnusia Günther, 2009 zählt jetzt zu Asterophrys, ebenso die Gattung Pseudocallulops Günther, 2009.

#### Unterfamilie Cophylinae
Cophylinae Cope, 1889 – Madagaskar-Engmaulfrösche
- Gattung Anilany Scherz, Vences, Rakotoarison, Andreone, Köhler, Glaw & Crottini, 2016
- Gattung Anodonthyla Müller, 1892
- Gattung Cophyla Boettger, 1880
- Gattung Madecassophryne Guibé, 1974
- Gattung Mini Scherz, Hutter, Rakotoarison, Riemann, Rödel, Ndriantsoa, Glos, Roberts, Crottini, Vences & Glaw, 2019[6]
  - Mini ature Scherz et al., 2019
  - Mini mum Scherz et al., 2019
  - Mini scule Scherz et al., 2019
- Gattung Plethodontohyla Boulenger, 1882
- Gattung Rhombophryne Boettger, 1880
- Gattung Stumpffia Boettger, 1881

Die Gattung Stumpffia wurde 2015 mit Rhombophryne zusammengelegt, gilt aber wieder als monophyletische Gattung, nachdem im Jahr 2019 Stumpffia helenae ausgegliedert und als Anilany helenae in eine eigene Gattung gestellt worden ist. Die Gattung Platypelis wurde mit Cophyla synonymisiert.

#### Unterfamilie Dyscophinae
Dyscophinae Boulenger, 1882 – Taubfrösche, Tomatenfrösche
- Gattung Dyscophus Grandidier, 1872

#### Unterfamilie Gastrophryninae
Gastrophryninae Fitzinger, 1843
- Gattung Arcovomer Carvalho, 1954
  - einzige Art: Arcovomer passarellii Carvalho, 1954
- Gattung Chiasmocleis Méhely, 1904
- Gattung Ctenophryne Mocquard, 1904
- Gattung Dasypops Miranda-Ribeiro, 1924
  - einzige Art: Dasypops schirchi Miranda-Ribeiro, 1924
- Gattung Dermatonotus Méhely, 1904
  - einzige Art: Dermatonotus muelleri Méhely, 1904
- Gattung Elachistocleis Parker, 1927
- Gattung Gastrophryne Fitzinger, 1843
- Gattung Hamptophryne Carvalho, 1954
- Gattung Hypopachus Keferstein, 1867
- Gattung Myersiella Carvalho, 1954
  - einzige Art: Myersiella microps (Duméril & Bibron, 1841)
- Gattung Stereocyclops Cope, 1870

Die Gattung Syncope Walker, 1973 wurde im Jahr 2014 mit der Gattung Chiasmocleis Méhely, 1904 synonymisiert.

#### Unterfamilie Hoplophryninae
Hoplophryninae Noble, 1931
- Gattung Hoplophryne Barbour & Loveridge, 1928
- Gattung Parhoplophryne Barbour & Loveridge, 1928

#### Unterfamilie Kalophryninae
Kalophryninae Mivart, 1869
- Gattung Kalophrynus Tschudi, 1838

#### Unterfamilie Melanobatrachinae
Melanobatrachinae Noble, 1931 – Schwarzfrösche
- Gattung Melanobatrachus Beddome, 1878
  - einzige Art: Melanobatrachus indicus Beddome, 1878

#### Unterfamilie Microhylinae
Microhylinae Günther, 1858 – Eigentliche Engmaulfrösche
- Gattung Chaperina Mocquard, 1892
  - einzige Art: Chaperina fusca Mocquard, 1892 (früher als einzige Art in der Unterfamilie Chaperininae Peloso, Frost, Richards, Rodrigues, Donnellan, Matsui, Raxworthy, Biju, Lemmon, Lemmon & Wheeler, 2016)
- Gattung Glyphoglossus Günther, 1869
- Gattung Kaloula Gray, 1831
- Gattung Metaphrynella Parker, 1934
  - Art Metaphrynella pollicaris (Boulenger, 1890)
  - Art Metaphrynella sundana (Peters, 1867)
- Gattung Microhyla Tschudi, 1838
- Gattung Micryletta Dubois, 1987
- Gattung Phrynella Boulenger, 1887
  - einzige Art: Phrynella pulchra Boulenger, 1887
- Gattung Uperodon Duméril & Bibron, 1841

Die Gattung Ramanella Rao & Ramanna, 1925 sowie die Arten Kaloula taprobanica und Kaloula assamensis wurden mit der Gattung Uperodon Duméril & Bibron, 1841 vereint. Der Sri-Lanka-Kugelfrosch Kaloula taprobanica heißt nun Uperodon taprobanicus (Parker, 1934). Die Gattung Calluella Stoliczka, 1872 wurde in die Gattung Glyphoglossus Günther, 1869 gestellt.

#### Unterfamilie Otophryninae
Stand: 5. April 2023
Otophryninae Wassersug & Pyburn, 1987
- Gattung Otophryne Boulenger, 1900 (3 Arten)
  - Otophryne pyburni Campbell & Clarke, 1998
  - Otophryne robusta Boulenger, 1900
  - Otophryne steyermarki Rivero, 1968
- Gattung Synapturanus Carvalho, 1954 (10 Arten)
  - Synapturanus ajuricaba Fouquet, Leblanc, Fabre, Rodrigues, Menin, Courtois, Dewynter, Hölting, Ernst, Peloso & Kok, 2021
  - Synapturanus artifex Osorno-Muñoz, Gutiérrez-Lamus, Lynch, Keefe, Caicedo-Portilla, Chan, Tonini & de Sá, 2023
  - Synapturanus danta Chávez, Thompson, Sánchez, Chávez-Arribasplata, and Catenazzi, 2022
  - Synapturanus latebrosus Osorno-Muñoz, Gutiérrez-Lamus, Lynch, Keefe, Caicedo-Portilla, Chan, Tonini & de Sá, 2023
  - Synapturanus mesomorphus Fouquet, Leblanc, Fabre, Rodrigues, Menin, Courtois, Dewynter, Hölting, Ernst, Peloso & Kok, 2021
  - Synapturanus mirandaribeiroi Nelson & Lescure, 1975
  - Synapturanus rabus Pyburn, 1977
  - Synapturanus sacratus Osorno-Muñoz, Gutiérrez-Lamus, Lynch, Keefe, Caicedo-Portilla, Chan, Tonini & de Sá, 2023
  - Synapturanus salseri Pyburn, 1975
  - Synapturanus zombie Fouquet, Leblanc, Fabre, Rodrigues, Menin, Courtois, Dewynter, Hölting, Ernst, Peloso & Kok, 2021

#### Unterfamilie Phrynomerinae
Phrynomerinae Noble, 1931
- Gattung Phrynomantis Peters, 1867

#### Unterfamilie Scaphiophryninae
Scaphiophryninae Laurent, 1946 – Marmorkrötchen i. w. S.
- Gattung Paradoxophyla Blommers-Schlösser & Blanc, 1991
  - Paradoxophyla palmata (Guibé, 1974)
  - Paradoxophyla tiarano Andreone, Aprea, Odierna & Vences, 2006
- Gattung Scaphiophryne Boulenger, 1882, Marmorkrötchen